# Tisonia humberti
Tisonia humberti är en videväxtart som beskrevs av Joseph Marie Henry Alfred Perrier de la Bâthie. Tisonia humberti ingår i släktet Tisonia och familjen videväxter. Inga underarter finns listade i Catalogue of Life.